# Lethe turpilius
Lethe turpilius är en fjärilsart som beskrevs av Charles Oberthür 1890. Lethe turpilius ingår i släktet Lethe och familjen praktfjärilar. Inga underarter finns listade i Catalogue of Life.